# 格拉讷河 (维埃纳河支流)
格拉讷河（法語：Glane，發音：[ɡlan] ⓘ）是法国新阿基坦大区上维埃纳省的河流，是维埃纳河的右支流，长41.4千米。